# Olympique Lyonnais 1954-1955
Questa voce raccoglie le informazioni riguardanti l'Olympique Lyonnais nelle competizioni ufficiali della stagione 1954-1955.

## Maglie
Vennero confermate le divise introdotte nella stagione precedente.
| Manica sinistra · Maglietta · Maglietta · Manica destra · Pantaloncini · Calzettoni |

## Rosa
| N. |                    | Ruolo | Calciatore         |
| -- | ------------------ | ----- | ------------------ |
|    | Francia (bandiera) | P     | Henri Alberto      |
|    | Francia (bandiera) | P     | Marcel Duval       |
|    | Francia (bandiera) | P     | Henri Marin        |
|    | Francia (bandiera) | D     | Gilbert Bonvin     |
|    | Francia (bandiera) | D     | Raymond Dutto      |
|    | Francia (bandiera) | D     | Ahmed Mihoubi      |
|    | Francia (bandiera) | C     | André Lerond       |
|    | Francia (bandiera) | C     | Marcel Nowak       |
|    | Svezia (bandiera)  | C     | Åke Hjalmarsson    |
|    | Francia (bandiera) | C     | Jean-Pierre Knayer |
|    | Francia (bandiera) | C     | Jean Manairaud     |
|    | Francia (bandiera) | C     | René Monnet        |
|    | Francia (bandiera) | C     | Camille Ninel      |

| N. |                      | Ruolo | Calciatore       |
| -- | -------------------- | ----- | ---------------- |
|    | Francia (bandiera)   | C     | Ernest Nunge     |
|    | Francia (bandiera)   | A     | Émile Antonio    |
|    | Francia (bandiera)   | A     | François Dechoux |
|    | Francia (bandiera)   | A     | Lucien Farmanian |
|    | Svizzera (bandiera)  | A     | Jacques Fatton   |
|    | Francia (bandiera)   | A     | Lucien Genet     |
|    | Danimarca (bandiera) | A     | Erik Kuld Jensen |
|    | Francia (bandiera)   | A     | François Konrady |
|    | Francia (bandiera)   | A     | René Ramon       |
|    | Francia (bandiera)   | A     | Louis Sarrin     |
|    | Francia (bandiera)   | A     | Ernest Schultz   |
|    | Francia (bandiera)   | A     | Pierre Sinibaldi |